# 魯賓峰
82°10′S 161°9′E / 82.167°S 161.150°E
魯賓峰（英語：Rubin Peak）是南極洲的山峰，位於沙克爾頓海岸，處於拉塞爾海崖以北20公里，屬於邱吉爾山脈中卡內基山脈的一部分，海拔高度超過1,100米，現時由南極條約體系管理。